# Ercole, Sansone, Maciste e Ursus gli invincibili
 Hercule, Samson, Maciste și Ursus: Invincibilii  (titlu original: Ercole, Sansone, Maciste e Ursus gli invincibili) este un film italiano-spaniolo-franțuzesc din 1964 regizat de Giorgio Capitani despre eroul grec Hercule. Rolurile principale au fost interpretate de actorii Alan Steel,  Howard Ross și Nadir Moretti. Scenariul este scris de Sandro Continenza și Roberto Gianviti și este produs de Giorgio Cristallini. Filmul mai este cunoscut ca Samson and the Mighty Challenge, Combate dei Gigantes (Bătălia giganților), Triumph of the Giants ori Le Grand Defi (Marea Bătălie).

## Prezentare
Hercule se contrazice cu tatăl său Zeus care crede că fiul său ar trebui să urmeze calea  virtuții. În schimb, Hercule urmează calea plăcerii care îl duce în orașul Lydia . Acolo se îndrăgostește de prințesa Omphale și cere mamei sale Nemea mâna ficei sale. Deși Nemea este încântată de ideea de a avea un semizeu ca soț al fiicei sale,  Omphale nici nu vrea să audă despre asta pentru că este îndrăgostită de Inor, prințul barbar. Deci, cei doi pun la cale un plan viclean.
Ei îi spun lui Hercule că, pentru a se căsători cu Omphale, trebuie să se lupte cu cel mai puternic om din lume: Samson. Hercule este de acord și regina trimite un mesager să-i spună lui Samson despre luptă. Samson este de acord, dar soția sa Delilah crede că nu este o idee bună deoarece soțul ei are gust pentru femei frumoase. Prin urmare, Delilah îi taie părul, izvorul puterii sale supraomenești  și îl face să fie slab. Cu toate acestea, mesagerul nu știe acest lucru și crede că soția lui nu-l lasă să plece. Pentru a se întoarce la Lydia cu Samson, îl angajează pe aducătorul de probleme Ursus, care a pierdut recent o luptă cu  Maciste

## Distribuție
- Alan Steel - Hercule
- Howard Ross - Maciste
- Nadir Moretti (menționat ca - Nadir Baltimore) - Samson
- Yann L'Arvor - Ursus
- Luciano Marin - Inor
- Hélène Chanel -  Prințesa Onfale, fiica reginei Nemea
- Elisa Montés - Onfale
- Lia Zoppelli - Nemea
- Moira Orfei - Delilah / Dalila
- Maria Luisa Ponte - mama lui Ursus'
- Conrado San Martín - Marinero
- Livio Lorenzon
- Carlo Tamberlani

## Producție
În 1964, genul peplum era deja pradă unui declin dramatic din cauza repetitivității subiectelor și a producțiilor cu buget tot mai redus. În acest film cele patru eroi principali „strongmen“ ai genului (Hercule , Samson , Maciste și Ursus) se găsesc în conflict sau cooperează unii cu altii.

## Reinterpretare
În 1993, filmul a fost relansat ca o comedie sub numele   Hercules Returns.  Dialogurile originale au fost dublate de actori australieni și un număr suplimentar de scene au fost filmate.